# Abouré (langue)
Pour les articles homonymes, voir Abouré.
L’abouré (ou abure, abule, akaplass, abonwa)  est une langue kwa de la grande famille des langues nigéro-congolaises. Elle est parlée par les Abourés en Côte d’Ivoire.

## Villages
L'abouré est parlé dans ces villages:
| nom de village | nom natif (API) | interprétation du toponyme |
| -------------- | --------------- | -------------------------- |
| Bonoua         | ɔbɔ̃-nwã         | la limite de la forêt      |
| Mossou         | mo-wɔ           | à cause de ma mère         |
| Yaou           | ɔjɔ             |                            |
| Adio           | oɟɔ-wɔ          | sur les raphias            |
| Abra           | ebla            | Tu mens (mensonge )        |

### Campements
| nom de campement | nom natif (API)       | interprétation du toponyme                  |
| ---------------- | --------------------- | ------------------------------------------- |
| Séoua            | saje-wɔ               | à cause de Saje                             |
| Binsérémé        | vɛcɛmɛ                | moquez-vous de moi                          |
| Ngoko            | ŋoko                  | ne te lamente pas                           |
| Dosso            | adoso                 |                                             |
| Allowouré        | allo-vwle             | médicaments en abondance                    |
| Larabia          | n̥ewe-ahwɛ̃             | l'eau est rare                              |
| Nabéné           | nabɛnɛ                | nom d'une rivière                           |
| Kodioboué-Nébia  | ŋebje-wɔ              |                                             |
| Hébé             | ebe                   | nom de la lagune                            |
| Galoua           | m̥pwalɛkɛmɛ (nom agni) | je reste ici                                |
| Dadiékouassikro  | mlũpũ-wɔ (nom agni)   |                                             |
| Irie             | ehrje                 |                                             |
| Kon              | kɔ̃                    | au loin                                     |
| Otioumatin       | cumu-atɛ̃              | le chemin de cumu                           |
| Assé             | ɛse                   |                                             |
| Tientiébé        | cãcɛvɛ                | nom de famille                              |
| Ingrako          | n̥ɟraklɔ               |                                             |
| Ouapi            | awupi                 | n'oublie pas                                |
| Soumalekro       | sũ-malɛ-klɔ           | village issu des femmes                     |
| Samo             | sũ-mo                 | issu de ma mère                             |
| Samo             | sɔ-mo                 | lève-toi, ma mère                           |
| Onianéouanga     | woɲɛ nɛ vãŋa          | noms donnés aux jumeaux masc.               |
| Aprossué         | apro-ɛwɛ              |                                             |
| Sankie           |                       | serait a déformation du français : chantièr |
| Kladikro         | klodi-kɔmɔ̃            | chez Kladi                                  |

## Écriture
| a | b  | c | d  | e  | ɛ | f | gb | h | i | ɩ | j | k | kp | l |
| m | mv | n | ng | ny | o | ɔ | p  | s | t | u | ʋ | v | w  | y |

Les voyelles nasales sont écritent avec un n après la lettre de la voyelle ‹ an, ɛn, in, ɩn, ɔn, un, ʋn ›.
Les tons sont écrits, lorsqu’ils facilitent la lecture pour distinguer deux mots de même écriture, à l’aide de signes diacritiques sur la voyelle :
- le ton haut est indiqué avec l’accent aigu ;
- le ton bas est indiqué avec l’accent grave ;
- le ton haut-bas est indiqué avec l’accent circonflexe ;
- le ton bas-haut est indiqué avec le caron.

### Filmographie
- Côte d'Ivoire : l'abouré, court-métrage documentaire de la série Ces langues qui ne veulent pas mourir, réalisé par Rozenn Milin, 2013, 5 min 45, diffusé sur ARTE en 2013.